# Saut en hauteur féminin aux Jeux olympiques d'été de 2012
Navigation
Pékin 2008 Rio 2016
Le concours du saut en hauteur féminin aux Jeux olympiques de 2012 a lieu le 9 août pour les qualifications et le 11 août pour la finale dans le Stade olympique de Londres.
Les limites de qualifications étaient de 1,95 m pour la limite A et de 1,92 m pour la limite B.
Le concours est marqué par l'absence de la croate Blanka Vlašić.

## Records
Avant cette compétition, les records dans cette discipline étaient les suivants :
| Record du monde  | 2,09 m | Stefka Kostadinova | Bulgarie | 30 août 1987 | Rome    |
| Record olympique | 2,06 m | Yelena Slesarenko  | Russie   | 28 août 2004 | Athènes |

## Médaillées
| Or              | Argent           | Bronze      |
| Anna Chicherova | Brigetta Barrett | Ruth Beitia |

## Résultats

### Finale (11 août)
| Rang               | Athlète            | Nationalité | 1,89 m | 1,93 m | 1,97 m | 2,00 m | 2,03 m | 2,05 m | Résultat | Note   |
| ------------------ | ------------------ | ----------- | ------ | ------ | ------ | ------ | ------ | ------ | -------- | ------ |
| Médaille d'or      | Anna Chicherova    | Russie      | o      | o      | o      | o      | o      | xo     | 2,05 m   | WL, SB |
| Médaille d'argent  | Brigetta Barrett   | États-Unis  | o      | o      | xo     | xo     | xo     | xxx    | 2,03 m   | PB     |
| Médaille de bronze | Ruth Beitia        | Espagne     | o      | o      | xo     | o      | xxx    |        | 2,00 m   | =SB    |
| 4                  | Tia Hellebaut      | Belgique    | o      | xxo    | o      | xxx    |        |        | 1,97 m   | =SB    |
| 5                  | Chaunte Lowe       | États-Unis  | o      | o      | xo     | xxx    |        |        | 1,97 m   |        |
| 6                  | Svetlana Radzivil  | Ouzbékistan | o      | xxo    | xxo    | xxx    |        |        | 1,97 m   | SB     |
| 7                  | Emma Green Tregaro | Suède       | xo     | o      | xxx    |        |        |        | 1,93 m   |        |
| 8                  | Melanie Melfort    | France      | o      | xo     | xxx    |        |        |        | 1,93 m   | =SB    |
| 9                  | Irina Gordeyeva    | Russie      | o      | xxo    | xxx    |        |        |        | 1,93 m   |        |
| 10                 | Airinė Palšytė     | Lituanie    | o      | xxx    |        |        |        |        | 1,89 m   |        |
| 11                 | Burcu Ayhan        | Turquie     | xxo    | xxx    |        |        |        |        | 1,89 m   |        |
| DQ                 | Svetlana Shkolina  | Russie      | o      | o      | o      | o      | xxo    | xxx    | dopage   |        |

### Qualifications (9 août)
| Rang | Groupe | Athlète                 | Nationalité        | 1,75 m | 1,80 m | 1,85 m | 1,90 m | 1,93 m | 1,96 m | Résultat | Notes  |
| ---- | ------ | ----------------------- | ------------------ | ------ | ------ | ------ | ------ | ------ | ------ | -------- | ------ |
| 1    | B      | Svetlana Radzivil       | Ouzbékistan        | o      | o      | o      | o      | xxo    | o      | 1,96 m   | q, SB  |
| 2    | A      | Ruth Beitia             | Espagne            | -      | -      | o      | o      | o      | -      | 1,93 m   | q      |
| 2    | A      | Anna Chicherova         | Russie             | -      | -      | o      | o      | o      | -      | 1,93 m   | q      |
| 2    | A      | Emma Green Tregaro      | Suède              | -      | -      | o      | o      | o      | -      | 1,93 m   | q      |
| 2    | B      | Tia Hellebaut           | Belgique           | -      | -      | o      | o      | o      | -      | 1,93 m   | q      |
| 2    | B      | Chaunte Lowe            | États-Unis         | -      | o      | o      | o      | o      | -      | 1,93 m   | q      |
| 2    | A      | Melanie Melfort         | France             | o      | o      | o      | o      | o      | -      | 1,93 m   | q, =SB |
| 2    | B      | Svetlana Shkolina       | Russie             | -      | -      | o      | o      | o      | -      | 1,93 m   | q      |
| 9    | A      | Burcu Ayhan             | Turquie            | o      | o      | -      | xo     | o      | -      | 1,93 m   | q, SB  |
| 10   | A      | Brigetta Barrett        | États-Unis         | o      | o      | o      | o      | xo     | -      | 1,93 m   | q      |
| 10   | B      | Irina Gordeyeva         | Russie             | -      | o      | o      | o      | xo     | xx-    | 1,93 m   | q      |
| 10   | A      | Airinė Palšytė          | Lituanie           | o      | o      | o      | o      | xo     | -      | 1,93 m   | q      |
| 13   | B      | Adonia Steryiou         | Grèce              | o      | xo     | o      | xxo    | xo     | xxx    | 1,93 m   | SB     |
| 14   | A      | Ariane Friedrich        | Allemagne          | -      | -      | o      | o      | xxo    | xxx    | 1,93 m   | SB     |
| 15   | A      | Olena Holosha           | Ukraine            | -      | o      | o      | o      | xxx    |        | 1,90 m   |        |
| 15   | B      | Anna Iljuštšenko        | Estonie            | -      | o      | o      | o      | xxx    |        | 1,90 m   |        |
| 17   | B      | Doreen Amata            | Nigeria            | -      | o      | x-     | o      | xxx    |        | 1,90 m   | SB     |
| 18   | A      | Zheng Xingjuan          | Chine              | -      | o      | o      | xxo    | xxx    |        | 1,90 m   |        |
| 19   | B      | Levern Spencer          | Sainte-Lucie       | -      | o      | xo     | xxo    | xxx    |        | 1,90 m   |        |
| 20   | B      | Amy Acuff               | États-Unis         | o      | o      | o      | xxx    |        |        | 1,85 m   |        |
| 20   | A      | Nadiya Dusanova         | Ouzbékistan        | -      | o      | o      | xxx    |        |        | 1,85 m   |        |
| 20   | B      | Ebba Jungmark           | Suède              | -      | o      | o      | xxx    |        |        | 1,85 m   |        |
| 20   | B      | Lissa Labiche           | Seychelles         | o      | o      | o      | xxx    |        |        | 1,85 m   |        |
| 20   | B      | Lesyani Mayor           | Cuba               | o      | o      | o      | xxx    |        |        | 1,85 m   |        |
| 20   | A      | Esthera Petre           | Roumanie           | o      | o      | o      | xxx    |        |        | 1,85 m   |        |
| 20   | B      | Venelina Veneva-Mateeva | Bulgarie           | -      | o      | o      | xxx    |        |        | 1,85 m   |        |
| 27   | A      | Deirdre Ryan            | Irlande            | -      | o      | xo     | xxx    |        |        | 1,85 m   |        |
| 28   | A      | Tonje Angelsen          | Norvège            | -      | o      | xxo    | xxx    |        |        | 1,85 m   |        |
| 29   | A      | Wanida Boonwan          | Thaïlande          | o      | o      | xxx    |        |        |        | 1,80 m   |        |
| 29   | A      | Dương Thị Việt Anh      | Viêt Nam           | -      | o      | xxx    |        |        |        | 1,80 m   |        |
| 29   | B      | Sahana Kumari           | Inde               | -      | o      | xxx    |        |        |        | 1,80 m   |        |
| 29   | A      | Oldřiška Marešová       | République tchèque | o      | o      | xxx    |        |        |        | 1,80 m   |        |
| 29   | B      | Ana Šimić               | Croatie            | -      | o      | xxx    |        |        |        | 1,80 m   |        |
| 34   | B      | Vita Styopina           | Ukraine            | xo     | xo     | xx-    |        |        |        | 1,80 m   |        |
| —    | B      | Marina Aitova           | Kazakhstan         | -      |        |        |        |        |        | —        | NM     |

## Légende
Records et Performances
- AR : Record continental (area record)
- CR : Record des championnats (championship record)
- MR : Record du meeting (meet record)
- NR : Record national (national record)
- OR : Record olympique (olympic record)
- PR : Record paralympique (paralympic record)
- PB : Record personnel (personal best)
- SB : Meilleure performance personnelle de la saison (season's best)
- WL : Meilleure performance mondiale de l'année (world leader)
- WJR : Record du monde junior (world junior record)
- WR : Record du monde (world record)

Circonstances et Conditions
- DNF : N'a pas terminé (did not finish)
- DNS : N'a pas pris le départ (did not start)
- DQ : Disqualification (disqualification)
- NM : Aucun essai valable enregistré (No Mark)
- Q : Qualifié « directement » au prochain tour (ou à la prochaine compétition), lors d'une compétition majeure, grâce au classement ou à la réalisation des minima (automatic qualifier)
- q : Qualifié au prochain tour (ou à la prochaine compétition), lors d'une compétition majeure, grâce au repêchage ou à la réalisation de l'une des meilleures performances parmi celles des « non qualifiés directement » (grâce au meilleur temps ou à la meilleure distance par exemple) (secondary qualifier)